# Campeonato Gaúcho de Futebol Americano de 2010
O Campeonato Gaúcho de Futebol Americano 2010 foi o I Campeonato Estadual de Futebol Americano do Rio Grande do Sul, contou com a participação de 6 equipes.

## Equipes de 2010

### Divisão Capital
- Esteio Buriers
- Porto Alegre Bulls
- Porto Alegre Pumpkins

### Divisão Interior
- Bagé Baguals
- Santa Maria Soldiers
- Santa Cruz do Sul Chacais

## Classificação

### Classificação Temporada Regular por Grupos
| 1 | Porto Alegre Pumpkins | 3 | 0 | 0 | 62  | 98 | 36  |
| 2 | Esteio Buriers        | 2 | 1 | 0 | 2   | 83 | 81  |
| 3 | Porto Alegre Bulls    | 0 | 3 | 0 | -61 | 40 | 101 |

| 1 | Santa Cruz do Sul Chacais | 3 | 0 | 0 | 64  | 80 | 16 |
| 2 | Bagé Baguals              | 1 | 2 | 0 | -52 | 34 | 86 |
| 3 | Santa Maria Soldiers      | 0 | 3 | 0 | -15 | 41 | 56 |

|  |                     |
|  | Campeões de Divisão |

### Classificação Final Temporada Regular
| 1 | Santa Cruz do Sul Chacais | 3 | 0 | 0 | 64  | 80 | 16  |
| 2 | Porto Alegre Pumpkins     | 3 | 0 | 0 | 62  | 98 | 36  |
| 3 | Esteio Buriers            | 2 | 1 | 0 | 2   | 83 | 81  |
| 4 | Bagé Baguals              | 1 | 2 | 0 | -52 | 34 | 86  |
| 5 | Santa Maria Soldiers      | 0 | 3 | 0 | -15 | 41 | 56  |
| 6 | Porto Alegre Bulls        | 0 | 3 | 0 | -61 | 40 | 101 |

|  |                                                  |
|  | Campeões de Divisão, Classificados às semifinais |
|  | Classificados às Semifinais por Campanha         |

## Temporada Regular
| Data        | Mandante                  | Placar  | Visitante                 | Local             | Divisão     |
| ----------- | ------------------------- | ------- | ------------------------- | ----------------- | ----------- |
| 14 de Março | Porto Alegre Pumpkins     | 53 - 00 | Esteio Buriers            | Porto Alegre      | Capital     |
| 14 de Março | Bagé Baguals              | 19 - 16 | Santa Maria Soldiers      | Bagé              | Interior    |
| 11 de Abril | Porto Alegre Bulls        | 20 - 26 | Porto Alegre Pumpkins     | Porto Alegre      | Capital     |
| 18 de Abril | Santa Maria Soldiers      | 09 - 18 | Santa Cruz do Sul Chacais | Santa Maria       | Interior    |
| 16 de Maio  | Santa Cruz do Sul Chacais | 35 - 07 | Bagé Baguals              | Santa Cruz do Sul | Interior    |
| 23 de Maio  | Esteio Buriers            | 48 - 20 | Porto Alegre Bulls        | São Leopoldo      | Capital     |
| 6 de Junho  | Porto Alegre Pumpkins     | 19 - 16 | Santa Maria Soldiers      | Porto Alegre      | Intergrupos |
| 27 de Junho | Bagé Baguals              | 08 - 35 | Esteio Buriers            | Bagé              | Intergrupos |
| 27 de Junho | Santa Cruz do Sul Chacais | 27 - 00 | Porto Alegre Bulls        | Santa Cruz do Sul | Intergrupos |

## Semifinais
Classificam-se às semifinais os campeões de cada divisão e as duas outras equipes de melhor campanha independente do grupo em que estejam.
| 18 de Julho 14:00 (UTC-3) | Santa Cruz do Sul Chacais | 30 – 00 | Bagé Baguals | Oktoberfest Arena, Santa Cruz do Sul |
|                           |                           |         |              |                                      |

| 01 de Agosto 14:00 (UTC-3) | Porto Alegre Pumpkins | 20 – 19 | Esteio Buriers | Campo da ESEF, Porto Alegre |
|                            |                       |         |                |                             |

## Decisão de 3º Lugar*
| 29 de Agosto 14:00 (UTC-3) | Esteio Buriers | 09 – 00 | Bagé Baguals | UNISINOS, São Leopoldo |
|                            |                |         |              |                        |

## Gaúcho Bowl I
Final do Campeonato
| 19 de Setembro 14:00 (UTC-3) | Santa Cruz do Sul Chacais | 00 – 07 | Porto Alegre Pumpkins | Estádio dos Plátanos, Santa Cruz do Sul |
|                              |                           |         |                       |                                         |

## Campeão
| Campeão Gaúcho 2010 Gaúcho Bowl I |
| --------------------------------- |
| Porto Alegre PUMPKINS Bicampeão   |

## Classificação final
| Equipes | Equipes                   | (Vitórias-Derrotas-Empates) | (Vitórias-Derrotas-Empates) |
| ------- | ------------------------- | --------------------------- | --------------------------- |
| 1       | Porto Alegre Pumpkins     | (5-0-0)                     |                             |
| 2       | Santa Cruz do Sul Chacais | (4-1-0)                     |                             |
| 3       | Esteio Buriers            | (3-2-0)                     |                             |
| 4       | Bagé Baguals              | (1-4-0)                     |                             |
| 5       | Santa Maria Soldiers      | (0-3-0)                     |                             |
| 6       | Porto Alegre Bulls        | (0-3-0)                     |                             |